# Аксенёнок, Георгий Александрович
Гео́ргий Алекса́ндрович Аксенёнок (18 ноября 1910, Полоцк, Витебская губерния − 26 февраля 1989, Москва) — советский правовед-цивилист, специалист в области земельного и колхозного права. Доктор юридических наук (1955), профессор (1958), член-корреспондент АН СССР с 1 июля 1966 года по Отделению философии и права.

## Биография
Родился в семье железнодорожника, умершего в 1920 году. Мать — Афанасьева Анна Ивановна (1892—1974), работала в дошкольных учреждениях.
После окончания школы-семилетки Г. А. Аксенёнок поступил в Смоленскую школу ученичества (ФЗУ) Московско-Белорусско-Балтийской железной дороги, которую окончил в 1930 году. В 1930—1932 годах работал старшим ремонтным рабочим первого строительного района железной дороги.
В 1932 году поступил в Московский институт советского права Министерства юстиции РСФСР, который окончил в 1935 году и был направлен на работу в качестве военного следователя Военной прокуратуры Дальневосточной железной дороги в г. Хабаровске. В 1938—1940 годах обучался в аспирантуре 1-го Ленинградского юридического института под научным руководством профессора Л. И. Дембо. После окончания теоретического курса был направлен в Ташкентский юридический институт в качестве старшего преподавателя земельного и колхозного права.
С началом Великой Отечественной войны получил назначение военным следователем Военной прокуратуры Ленинградского гарнизона, затем был помощником Военного прокурора Ленинградского фронта. В 1942 году по личной просьбе был назначен военным прокурором 125 стрелковой дивизии 55 армии Ленинградского фронта. После сильной контузии под Колпиным в середине 1942 года находился на излечении в госпитале. В 1943 году был назначен прокурором Отдела Главной военной прокуратуры РККА.
В 1945 году Г. А. Аксенёнок окончил аспирантуру при Ленинградском юридическом институте и защитил кандидатскую диссертацию по теме «Право исключительной государственной собственности на землю в СССР» (1946). С 1945 по 1949 год работал заместителем начальника гражданско-судебного отдела Прокуратуры СССР с присвоением классного чина государственного советника юстиции III класса. В 1949—1955 годах занимал должность заведующего правовым отделом Совета по делам колхозов при Совете Министров СССР.
В 1949 году был утверждён в ученом звании доцента по кафедре гражданского права. С 1951 года по совместительству работал старшим научным сотрудником Института права (государства и права) АН СССР, в 1955—1965 годах — заведующий сектором земельного и колхозного права, в 1963—1965 годах — заместитель директора, в 1971—1986 годах — старший, в 1986—1988 годах — главный научный сотрудник, в 1988—1989 годах — советник при дирекции института.
В 1955 году выступал с докладом «Основные принципы земельного законодательства в СССР» на I Международном конгрессе земельного права в Милане (Италия). В том же году защитил докторскую диссертацию «Земельные правоотношения в СССР», которая в 1958 году вышла отдельным изданием. В 1958 году был утвержден в ученом звании профессора по специальности «земельное и колхозное право».
В 1960 году выступал с докладом «Структура государственной земельной собственности» на I Ассамблее юристов аграрного права во Флоренции (Италия), был избран действительным членом Итальянского института международного и сравнительного аграрного права. Входил в состав редакционной коллегии журнала «Советское государство и право» (1960—1965), член бюро Отделения философии и права АН СССР (1967—1985), Комиссии АН СССР по изучению производительных сил и природных ресурсов (1969—1975), член бюро и заместитель председателя Научного совета АН СССР «Закономерности развития государственного управления и права» (1974—1986), член Научного совета АН СССР по экономическим, социальным и правовым проблемам развития агропромышленного комплекса (1980—1987). Был членом Государственного Комитета по науке и технике при Совете Министров СССР по охране окружающей среды и региональному использованию ресурсов биосферы, членом Комиссии по подготовке законодательных актов при Президиуме Верховного Совета СССР.
Супруга — Аксенёнок (Шевцова) Галина Степановна (1913—1999); сын Александр (род. 1941) — дипломат.
Умер в 1989 году. Похоронен на Востряковском кладбище.

## Научная деятельность
В исследованиях Г. А. Аксенёнка разрабатывался широкий круг вопросов, связанных с проблемами государственной собственности на землю, права землепользования, определением путей дальнейшего развития земельных правоотношений в СССР. Им внесён значительный вклад в разработку фундаментальных проблем водного, горного и лесного права, что нашло отражение в Основах земельного, лесного, водного и горного законодательства СССР и кодексах союзных республик. Он принимал участие в разработке законопроектов СССР и союзных республик, связанных с охраной природы и природопользованием.
Автор свыше 200 научных публикаций, в том числе свыше 10 индивидуальных и коллективных монографий по аграрным проблемам. Работы учёного изданы на английском, немецком, испанском, французском, польском, чешском языках. Им создана школа юристов, участвовавших в исследованиях аграрно-правовых проблем в академических учреждениях Казахской, Узбекской, Азербайджанской и Белорусской союзных республик СССР.

## Основные работы
- «Колхозное право» (1950);
- «Право государственной собственности на землю в СССР» (1950);
- «Право социалистического землепользования колхозов» (1952);
- «Право землепользования совхозов, машинно-тракторных станций и подсобных хозяйств» (1953);
- «Земельное право. Учебник» (1958, 2-е изд. 1969);
- «Земельные правоотношения в СССР» (1958);
- «Правовое положение колхозов в СССР» (1963);
- «Право землепользования в СССР и его виды» (1964);
- «Ленинский „Декрет о земле“ и современность» (1970);
- «Критика современных буржуазных аграрно-правовых теорий» (1972);
- «Комментарий к „Основам земельного законодательства Союза ССР и союзных республик“» (1974, 2-е изд. 1985);
- «Советское земельное право»(тт. 1-3, 1983—1984; редактор)

## Награды
- Орден Отечественной войны II степени (1943)
- Медаль «За оборону Ленинграда» (1943)
- Медаль «За победу над Германией» (1946)
- Орден Красной Звезды (1947)
- Медаль «В память 800-летия Москвы» (1948)
- Орден Трудового Красного Знамени (1970, 1975)
- Орден Октябрьской Революции (1980)